# Mikhaïl Podouchkine
Mikhaïl Semyonovitch Podouchkine (en russe : Михаил Семёнович Подушкин), né le 26 août 1866 et mort le 20 avril 1945, est un kontr-admiral russe. Au cours de la Guerre civile russe, il servit dans l'Armée Blanche.

## Biographie
Mikhaïl Podouchkine commença sa carrière dans la Marine impériale de Russie en 1885, en 1888, il sortit diplômé du Corps naval des Cadets. Le 12 avril 1895 il fut élevé au grade de lieutenant de marine (de 1701 à 1917 ce grade exista uniquement dans la Marine impériale de Russie). De 1895 à 1896, Mikhaïl Podouchkine se rendit à l'étranger  à bord du croiseur Général Amiral. Transféré sur le croiseur Herald (1896) il servit à bord de ce bâtiment de guerre jusqu'en 1898. Il prit part à la répression contre les Boxers (1900-1901).
En 1901 en qualité de d'officier d'artillerie de marine il fit trois voyages dont l'un le conduisit en Extrême-Orient. Le 12 décembre 1903 il reçut le commandement du destroyer lImpressionnant basé à Port-Arthur. Le 1er janvier 1904 promu capitaine lieutenant, il prit part à la défense de Port-Arthur. Après le naufrage de l'Impressionnant coulé par les forces japonaises, Mikhaïl S. Podouchkine navigua sur le Love, à la même date il fut nommé à la tête de la direction technique d'une partie des batteries côtières placées sous le commandement du lieutenant de marine Evgueni Klüpfel. De 1905 à 1906 il servit à bord du croiseur Minine.
Officier supérieur en 1906, Mikhaïl Podouchkine fut affecté dans un escadron de la Flotte de la mer Noire et servit sur le cuirassé Les Trois Hiérarques (classe Sinop - Construction le 4 septembre 1891 - lancement le 31 octobre 1893 - mis en service en avril 1897 - capturé par les Allemands en 1918 - démantelé en 1922). Entre 1906 et 1908 il commanda à bord du destroyer Invite. Transféré sur le navire de transport Prut Mikhaïl Semyonovitch Podouchkine y exerça le commandement jusqu'en 1912. Le 25 mars 1912 promu capitaine (premier rang - grade correspondant à celui de colonel dans l'infanterie ou l'armée de l'air) il fut affecté dans un équipage de la Flotte de la mer Noire. En 1917 il reçut le commandement du port militaire de Batoumi (port situé sur la mer Noire en Géorgie).
Après la Révolution russe il rejoignit les rangs de l'Armée Blanche. Promu kontr-admiral le 16 octobre 1920, l'année suivante il commanda le cuirassé Georges le Victorieux (classe Barbette - construction juillet 1889 - Lancement 9 mars 1892 - mis en service en 1894 - saisi par les autorités françaises en 1920 - retiré de la flotte en 1924 - démantelé en 1930). Le 14 octobre 1920 lors de l'évacuation des navires de l'Armée blanche, le Georgui Pobedonosets ayant à son bord Mikhaïl Podouchkine et sa famille quitta le port de Sebastopol et mis le cap sur Constantinople. Le 29 décembre 1920 sur ordre des autorités françaises le cuirassé fut consigné dans le port de Bizerte. Ce bâtiment fut utilisé comme résidence familiale.
En novembre 1923 Podouchkine fut interné dans le camp d'Ain Dragam puis à Nador. Il fut le Président de la Commission des réfugiés russes en Afrique. Il gagna la France à la fin des années 1930 et s'installa à Verdun.

### Décès et inhumation
Mikhaïl Podouchkine décéda le 20 avril 1945 et fut inhumé à Paris.

## Distinctions

### Distinctions de la Russie impériale
- 1896 : Ordre de Sainte-Anne (troisième classe)
- 20 septembre 1904 : Ordre de Sainte-Anne (troisième classe avec l'inscription « Pour bravoure »)
- 11 octobre 1904 : Ordre de Saint-Stanislas (deuxième classe avec épées)
- 1905 : Ordre de Saint-Vladimir (quatrième classe)
- 6 décembre 1914 : Ordre de Saint-Vladimir (troisième classe)

### Distinction étrangère
- 1902 : Ordre de la Couronne (Prusse, deuxième classe)